# Doraemon: Nobita to ginga express
Doraemon: Nobita to ginga express (のび太と銀河超特急 (エクスプレス)?), è un film d'animazione del 1996 diretto da Tsutomu Shibayama.
Si tratta del diciassettesimo film di Doraemon, distribuito nelle sale giapponesi il 2 marzo 1996.

## Trama
Doraemon scompare per tre giorni. Si scoprirà in seguito che era stato inviato nel ventiduesimo secolo per comprare il biglietto per un misterioso treno galattico la cui destinazione rimane segreta per i passeggeri sino al momento dell'arrivo. Doraemon, Nobita ed i loro amici saliranno sul treno per scoprire quale mistero si cela dietro.